# Televisión Local Gijón
Televisión Local Gijón (TLG), conocida popularmente como TeleGijón o Telegé, fue una cadena de televisión local de Gijón, gestionada por la empresa homónima, Televisión Local Gijón, S.L.
Fundada en el año 1993, su cobertura fue autonómica, aunque antiguamente era tan solo vista en el municipio de Gijón, pero con la instalación de nuevas antenas pudo verse en todo el Principado de Asturias a través del UHF.
Su sede se encontraba en el barrio del Polígono de Pumarín, en el sector sur de la ciudad.
En los últimos años, emitía las 24 horas del día con un media de 50 horas semanales de programas de producción propia.
La empresa cerró el 7 de mayo de 2009 finalizando así su emisión.
Su actual sustituto es el canal local gijonés Canal 10 Gijón y la cadena de televisión autonómica TPA7.

## Programas de Producción Propia
- Asturias emprende
- Caminos y Rondas
- Club ta y tantos
- Con la música a otra parte
- El día en Asturias
- Fibra de Carbone
- Tiempo de Cine
- Fila 0
- La caleya
- La noche del corto asturiano
- Marabayu
- Palabras mayores
- Rockoclub
- Sentidos
- Sin lugar a dudas
- Tiempo deportivo
- Toma nota
- Ya es hora
- Los Rincones de Gijón
- Gijón se mueve
- Canciones de siempre
- El top
- Homozapping (EXTERNA)

En temporada de verano
- Días de playa
- Turismo de Gijón
- Opinión veraniega
- Háblame en la cama